# La Dernière Chevauchée (film, 1923)
Pour les articles homonymes, voir La Dernière Chevauchée.

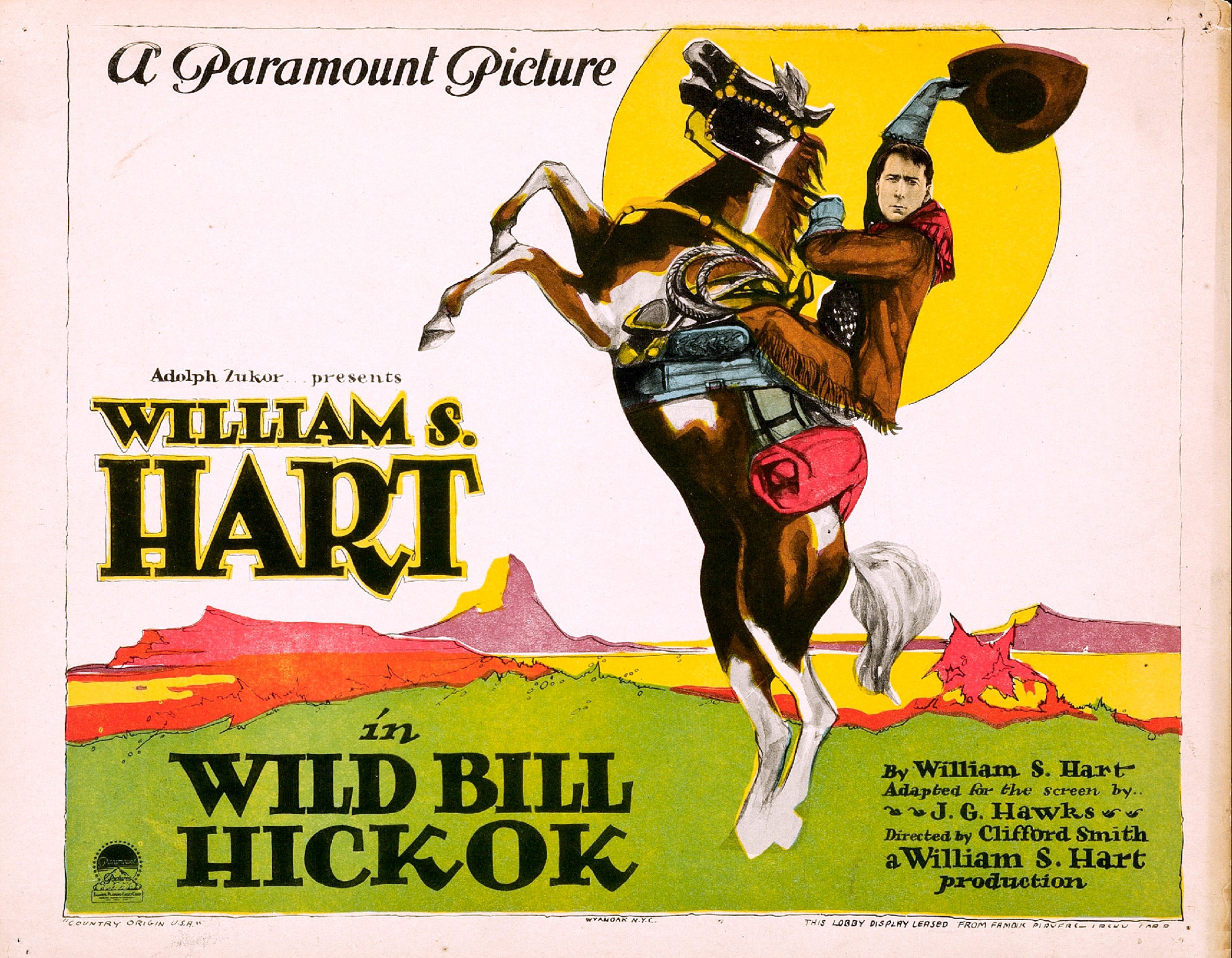
Carte promotionnelle du film.

La Dernière Chevauchée (Wild Bill Hickok) est un western américain réalisé par Clifford Smith, sorti en 1923.

## Synopsis
Après la fin de la guerre de Sécession, les principaux dirigeants militaires et gouvernementaux se réunissent à Washington D.C. Le bandit Bill Hickok se rend à Dodge City où il retire son ceinturon et prend possession d'une table de jeu. Les forces de l'ordre locales ne parviennent pas à débarrasser la ville des cow-boys sans foi ni loi. Jack McQueen, ennemi juré de Hickok et chef de gang, l'accuse de perdre son sang-froid. Hickok rend visite au général Custer et récupère son épée, assumant ainsi son rôle de combattant pour la justice.
Il retourne à Dodge City et sollicite l'aide de ses amis Wyatt Earp, Calamity Jane, Bat Masterson, Doc Holliday, Charlie Bassett, Luke Short et Bill Tilghman pour chasser les bandits de la ville. Hickok tombe amoureux de la femme de George Hamilton. Poursuivi pour ses crimes, McQueen quitte la ville et s'enfuit ; il le poursuit et le tue. Hickok quitte Dodge City, attristé, car la femme qu'il aime est déjà mariée.

## Fiche technique
- Titre original : Wild Bill Hickok
- Réalisation : Clifford Smith

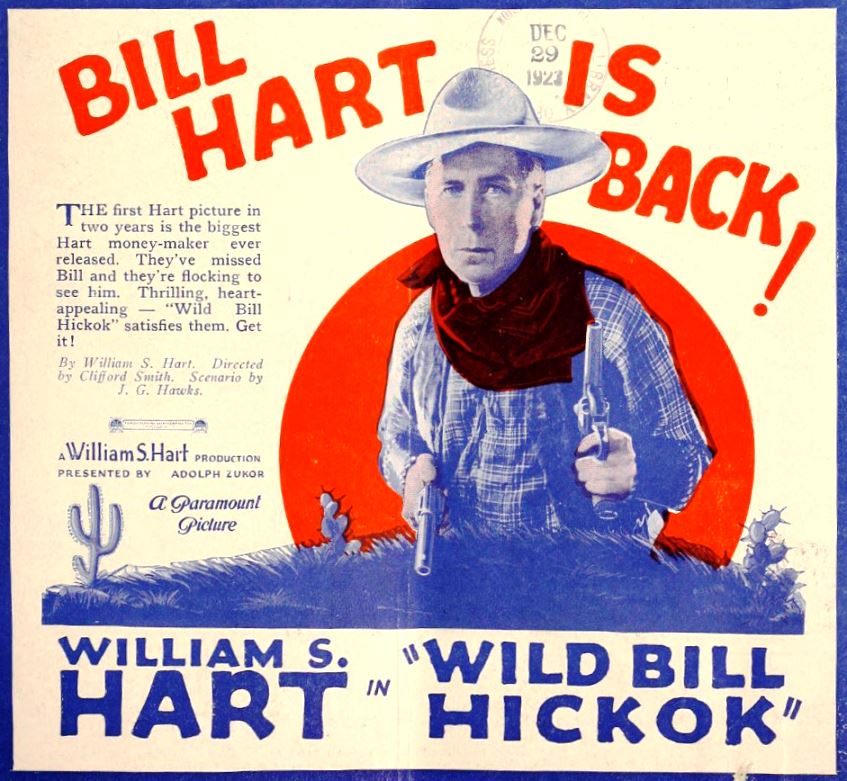
Annonce pour le film.

- Scénario : William S. Hart, J.G. Hawks
- Producteurs : Adolph Zukor, William S. Hart
- Photographie : Arthur Reeves, Dwight Warren
- Production : Famous Players–Lasky Corporation
- Distributeur : Paramount Pictures
- Durée : 70 minutes
- Date de sortie : 18 novembre 1923

## Distribution

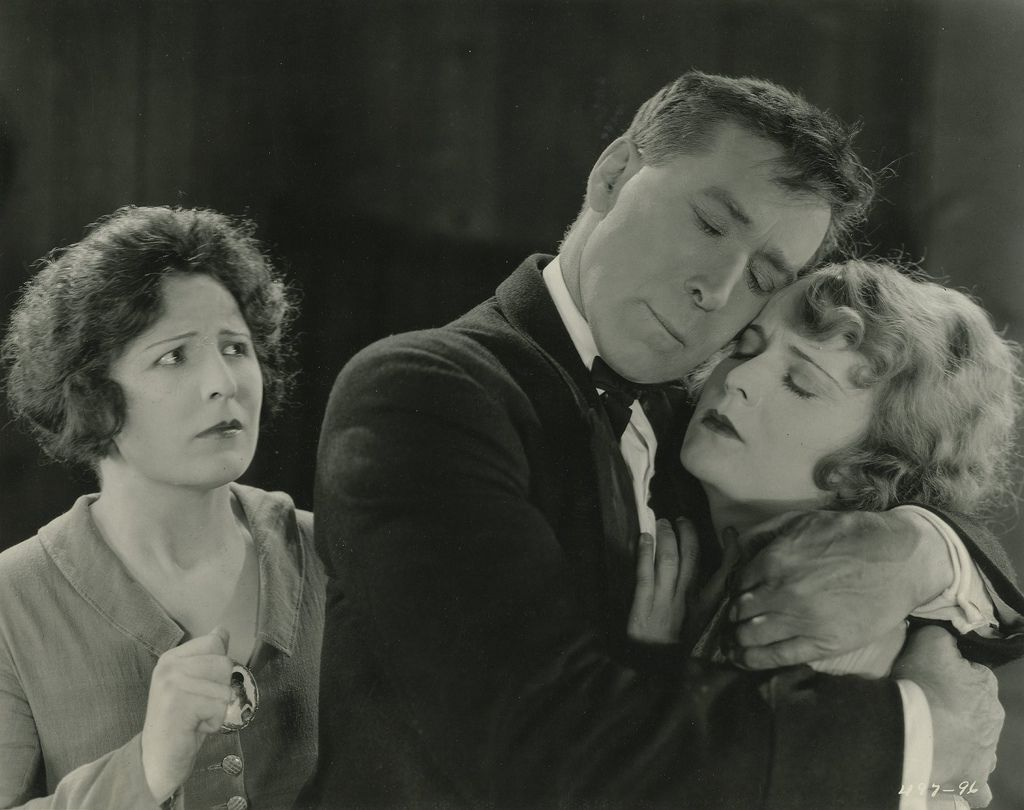
Ethel Grey Terry, William S. Hart et Kathleen O'Connor, photo promotionnelle.

- William S. Hart : Wild Bill Hickok
- Ethel Grey Terry : Calamity Jane
- Kathleen O'Connor : Elaine Hamilton
- James Farley : Jack McQueen
- Jack Gardner : Bat Masterson
- Carl Gerard : Clayton Hamilton
- William Dyer : Col. Horatio Higginbotham
- Bert Sprotte : Bob Wright
- Leo Willis : Joe McCord
- Naida Carle : Fanny Kate
- Herschel Mayall : Gambler
- Bert Lindley : Wyatt Earp